# Звезда шерифа (фильм, 1996)
«Звезда шерифа» (англ. Lone Star, другое название: «Одинокая звезда») — романтическая драма, вестерн режиссёра Джона Сэйлза.

## Сюжет
События фильма происходят в приграничном районе юга Техаса. Случайно были найдены останки человеческого тела, а среди вещей погибшего обнаружена звезда шерифа. Сэм Дидз (Крис Купер) в результате расследования выясняет, что вместе с исчезновением местного шерифа также пропала и крупная сумма денег.

## В ролях
| Актёр              | Роль                  |
| ------------------ | --------------------- |
| Стивен Мендилло    | Клифф                 |
| Стивен Дж. Лэнг    | Майки                 |
| Крис Купер         | Сэм                   |
| Элизабет Пенья     | Пайлар                |
| Они Фаида Лэмпли   | Кели                  |
| Элис Лестер        | Молли                 |
| Джо Стивенс        | Трэвис                |
| Гонсало Кастилло   | Амадо                 |
| Ричард Кока        | Энрике                |
| Клифтон Джеймс     | Холлис                |
| Джо Мортон         | полковник Делмор Пейн |
| Фрэнсис Макдорманд | Банни                 |
| Крис Кристофферсон | шериф Чарли Уэйд      |
| Мэттью Макконахи   | Бадди Дидс            |

## Отзывы и оценки
Джанет Маслин в рецензии для «Нью-Йорк Таймс», пишет: «Этот продолжительный, свободный, созерцательный фильм с широким диапазоном музыкальных стилей и солнечной ясностью оператора Стюарта Драйбурга, наполнен короткими, значимыми встречами… И в нём много прекрасной, вдумчивой актёрской игры, на которую всегда можно рассчитывать в фильмах мистера Сэйлза».
Кинокритики Деннис Уэст и Джоан М. Уэст из журнала Cineaste высоко оценили психологические аспекты фильма, написав: «Фильм поразительно изображает личные психологические границы, с которыми сталкиваются многие жители в такой близости от границы».
Энн Хорнадей из газеты Austin American-Statesman назвала фильм «произведением потрясающего размаха и острого восприятия», оценив его как «самый совершенный фильм за 17-летнюю карьеру Сэйлза». Рецензент The Washington Post Хэл Хинсон охарактеризовал его как «тщательно продуманное, неапологетически литературное достижение».
В 2004 году Уильям Арнольд из Seattle Post-Intelligencer пишет, что фильм «общепризнанно считается шедевром Сэйлза», заявив, что он «уловил дух 90-х так же успешно, как „Китайский квартал“ — 70-х».

## Награды и номинации
- 1997 — номинация на премию «Оскар» за лучший оригинальный сценарий (Джон Сэйлз)
- 1997 — номинация на премию «Золотой глобус» за лучший сценарий (Джон Сэйлз)
- 1997 — номинация на премию «BAFTA» за лучший оригинальный сценарий (Джон Сэйлз)
- 1997 — номинация на премию «Выбор критиков» за лучший фильм
- 1997 — премия «Независимый дух» за лучшую женскую роль второго плана (Элизабет Пенья), а также три номинации: лучший фильм (Р. Пол Миллер, Мэгги Ренци), лучшая мужская роль (Крис Купер), лучший сценарий (Джон Сэйлз)
- 1997 — премия «Спутник» за лучший оригинальный сценарий (Джон Сэйлз), а также номинация за лучший фильм — драма (Р. Пол Миллер, Мэгги Ренци)
- 1997 — номинация на премию Гильдии сценаристов США за лучший оригинальный сценарий (Джон Сэйлз)
- 1996 — особое упоминание Национального совета кинокритиков США